# Philodromus maliniae
Philodromus maliniae este o specie de păianjeni din genul Philodromus, familia Philodromidae, descrisă de Tikader, 1966. Conform Catalogue of Life specia Philodromus maliniae nu are subspecii cunoscute.